# NGC 1474
NGC 1474 è una galassia a spirale barrata situata nella costellazione del Toro, a una distanza di circa 245 milioni di anni luce dalla nostra Via Lattea.

## Scoperta
La galassia è stata scoperta il 5 ottobre 1864 dall'astronomo tedesco Albert Marth. Il 21 dicembre 1903, la stessa galassia è stata nuovamente osservata dall'astronomo francese Stéphane Javelle e questa nuova descrizione è stata successivamente inclusa nell'Index Catalogue con la designazione IC 2002.

## Descrizione
NGC 1474 ha una classe di luminosità I e presenta una larga riga a 21 cm dell'idrogeno neutro.
Viene classificata come una galassia di campo, cioè una galassia che non appartiene ad alcun ammasso o gruppo di galassie ed è quindi gravitazionalmente isolata.
Si ritiene inoltre che possa essere una galassia attiva, nel cui nucleo sia cioè presente una intensa attività di formazione stellare (AGN ?).